# Piet, Schweiz
Piet är en bergstopp i Schweiz. Den ligger i distriktet Schwyz och kantonen Schwyz, i den centrala delen av landet, 110 km öster om huvudstaden Bern. Toppen på Piet är 1 965 meter över havet.